# Digerberget, Nora kommun

Digerberget är ett berg vid Pershyttan en bit utanför Nora. Där finns en friluftsanläggning. 
Det finns tre längdskidsspår; 2,5 km, 5 km och ett som är 27 km som kallas för Kilsbergsspåret, som går till friluftsanläggningen Ånnaboda. 
På 1980- och 1990-talet fanns det en alpin anläggning med en skidlift och tre backar. 